# توسکا (فیلم ۱۹۵۶)
توسکا (ایتالیایی: Tosca) یک فیلم موزیکال ملودرام به کارگردانی کارمینه گالونه است که در سال ۱۹۵۶ منتشر شد. این فیلم بر پایهٔ اپرای توسکا اثر جاکومو پوچینی و با اقتباس از نمایشنامه‌ای از ویکتورین ساردو در استودیوی چینه‌چیتا در رم ساخته شد.

## بازیگران
- فرانکا دووال
- فرانکو کورلی
- آفرو پُلی
- ماریا کانیلیا
- جانجاکومو گوئلفی